# Palirika decora
Palirika decora är en tvåvingeart som beskrevs av Christine Lynette Lambkin och Yeates 2003. Palirika decora ingår i släktet Palirika och familjen svävflugor. Inga underarter finns listade i Catalogue of Life.